# Gobelinita
La gobelinita és un mineral de la classe dels sulfats que pertany al grup de la ktenasita. El nom fa al·lusió a la paraula del francès antic gobelin, equivalent a la paraula alemanya kobold, de la qual deriva el nom de l'element cobalt.

## Característiques
La gobelinita és un sulfat de fórmula química CoCu₄(SO₄)₂(OH)₆(H₂O)₆, on el coure pot trobar-se substituit per quantitats menors de cobalt, níquel i/o zinc. Va ser aprovada com a espècie vàlida per l'Associació Mineralògica Internacional l'any 2018. Cristal·litza en el sistema monoclínic. La seva duresa a l'escala de Mohs és 2,5.
Les mostres que van servir per a determinar l'espècie, el que es coneix com a material tipus, es troben conservades a les col·leccions mineralògiques del Museu Victoria, a Melbourne (Austràlia), amb el número de registre: m54565, i al Museu d'Història Natural de Viena (Àustria), amb el número de catàleg: o 1045.

## Formació i jaciments
Va ser descrita a partir d'exemplars trobats a dues mines: la mina del Cap Garonne, situada a la localitat de Lo Pradet, al departament de Var (Provença-Alps-Costa Blava, França), i a la mina Eisenzecher Zug, a Eiserfeld, Siegen, Siegen-Wittgenstein, Arnsberg, (Rin del Nord-Westfàlia, Alemanya). Aquests dos indrets són els únics de tot el planeta on ha estat descrita aquesta espècie mineral.